# Ноймайер, Георг фон
Георг Бальтазар фон Ноймайер (нем. Georg von Neumayer; 21 июня 1826 — 24 мая 1909) — немецкий полярный исследователь и учёный, сторонник идеи международного сотрудничества в области метеорологии и научных наблюдений.
Вместе с Карлом Вейпрехтом основал первый Международный полярный год в 1882/83 году и Антарктический год в 1901 году. Его именем названа действующая антарктическая станция Ноймайер III.

## Биография

### Ранние годы

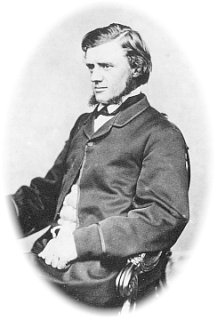
Георг фон Ноймайер.

Родился в Кирхгаймболанден, Пфальц, в 1849 году получил образование в области геофизики и гидрографии в Мюнхене, Бавария. Заинтересовавшись полярными исследованиями, изучал земной магнетизм, океанологию, навигацию и мореходную астрономию. Отправился в плавание к берегам Южной Америки, после возвращения в Гамбурге читал лекции о теории океанов Мори и последних преобразованиях в навигации. Затем Ноймайер решил отправиться в Австралию, прибыв в Сидней в 1852 году.
Попытав удачу золотоносных приисках, Ноймайер читал лекции по навигации для моряков, провёл некоторое время в Тасмании, в обсерватории в Хобарте. Вернулся в Германию в 1854 году, убедившись, что в Австралия представляет интерес для научных исследований, получил поддержку короля Баварии и поддержку ведущих британских учёных. Ноймайер вновь прибыл в Мельбурн в январе 1857 году. Он обратился к представителям английского правительства с просьбой предоставить ему место для обсерватории, около 700 фунтов для строительства и около 600 фунтов стерлингов в год на общие расходы. С собой он привёз магнитные, навигационные и метеорологические приборы стоимостью 2000 фунтов стерлингов, предоставленные королём Баварии.
Ноймайер выбрал территорию, лежащую сегодня недалеко от нынешней обсерватории, но не получил в пользование. Вместо этого, ему выделили здания сигнальной станции на Флагстафф-Хилл, что положило начало Обсерватории Флагстафф по геофизике, магнетизму и океанологии (ныне Флагстафф-Гарденс в Мельбурне, Австралия). С 1 марта 1858 года Ноймайер начал регистрировать метеорологические и морские данные. Несколько недель спустя он также начал вести наблюдения за атмосферным электричеством и магнетическими изменениями.

### Экспедиция Берка и Уиллса
Уильям Джон Уиллс — участник экспедиции Берка и Уиллса заменил Дж. Осборна в качестве помощника Ноймайера в обсерватории Флагстафа до начала экспедиции 20 августа 1860 года. Ноймайер был членом Исследовательского комитета в Королевском обществе Виктории, которое организовало экспедицию. Ноймайер присоединился к экспедиции в Суон-Хилл, чтобы вести магнитные наблюдения. Он расстался с Берком и Уиллсом у реки Дарлинг в Бильбарка и вернуться в населённый пункт района Виктория.

### Наследие

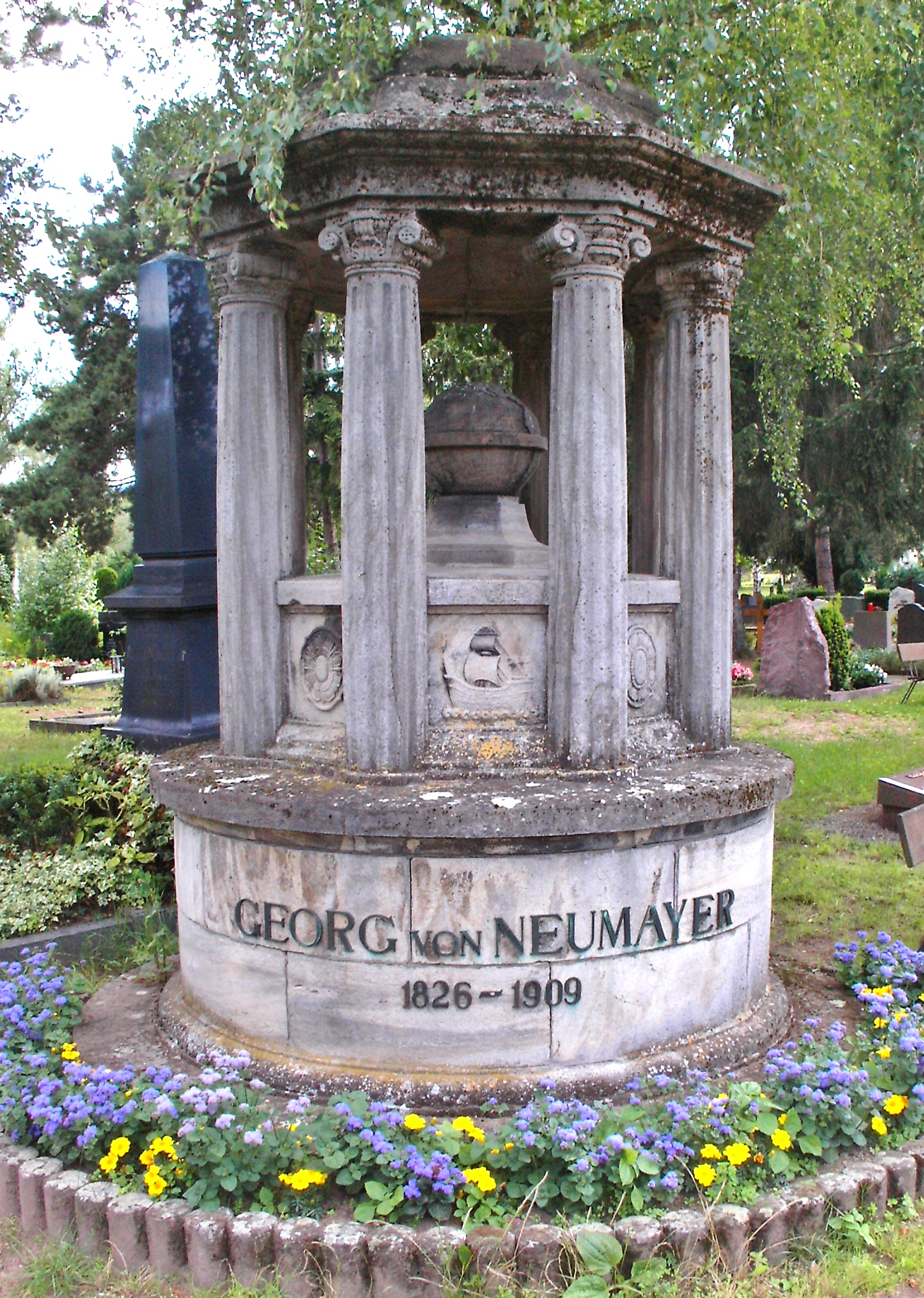
Место погребения Георга фон Ноймайера.

В 1860 году он опубликовал «Результаты магнитных, морских и метеорологических наблюдений с марта 1858 по февраль 1859 годов» и сделал множество заметок о магнетизме. В 1864 году он опубликовал «Результаты метеорологических наблюдений 1859—1862 годов» и «Морские наблюдения 1858—1862 годов». В том же году Ноймайер вернулся в Германию. В 1867 году появились его «Рассуждения о метеорологических и магнитных наблюдениях, сделанных в обсерватории Флагстафа», а в 1869 году — его выдающаяся работа «Магнитная съёмка колонии Виктория 1858—1864 годов».
Позже Ноймайер организовал «Экспедицию Газель» (1874—1876) и руководил гидрографическим обществом «Deutsche Seewarte» (1876—1903). Также он был председателем Международной полярной комиссии в 1879 году вместе с Карлом Вейпрехтом, основав первый Международный полярный год в 1882/83 году и Антарктический год в 1901 году. В 1895 году Ноймайер собрал группу для исследования Южного полюса, и в 1901 году завершилась первая Германская антарктическая экспедиция, также называемая экспедиция Гаусса.
В 1890 году Ноймайер стал соавтором первого Облачного атласа.
В 1900 году в ученики к Ноймайеру приехал норвежский полярный исследователь Руаль Амундсен.
Ноймайер скончался в 1909 году в Нойштадт-ан-дер-Вайнштрассе. Его именем названа немецкая полярная научно-исследовательская станции (ныне оставленная) в Антарктиде. Используемая ныне станция носит название Ноймайер III. Здесь постоянно наблюдают за магнитным полем Земли, регистрируют сейсмологические изменения, изучают инфразвук, метеорологическую и воздушную химию.

## Труды
- Anleitung zu wissenschaftlichen Beobachtungen auf Reisen. Berlin 1875
- Die internationale Polarforschung. 2 Bände, Berlin 1886
- Auf zum Südpol. 45 Jahre Wirkens zur Förderung der Erforschung der Südpolar-Region. Berlin 1901